# Mugen Kigen
Singles de Misono
Juunin Toiro
(2007) Ninin Sankyaku
(2008)
Mugen Kigen est le 9e single de Misono sorti sous le label Avex Trax le 30 janvier 2008 au Japon. Il atteint la 32e place du classement de l'Oricon, il reste classé pendant 2 semaines, pour un total de 3 000 exemplaires vendus. C'est le single le moins vendu de Misono à ce jour. Il sort en format CD et CD+DVD.
Mugen Kigen et Last Song se trouvent sur l'album Sei -say-.

## Liste des titres
Toutes les paroles sont écrites par Misono.
| 1. | Mugen Kigen (夢幻期限)                  | Fujii Yoshiyuki, onso9line | 4:20 |
| 2. | Last Song (ラストソング)                | Fujii Yoshiyuki, onso9line | 4:25 |
| 3. | Mugen Kigen （Instrumental） (夢幻期限) | Fujii Yoshiyuki, onso9line | 4:19 |

| 1. | Mugen Kigen (夢幻期限)                                   |  |
| 2. | Misono Commentaire Vidéo (Misonoコメント映像)            |  |
| 3. | Mugen Kigen ~TV Spot 15 Seconds + 30 Seconds~ (夢幻期限) |  |